# Gornji Vakuf
Gornji Vakuf är en ort i Bosnien och Hercegovina.   Den ligger i entiteten Federationen Bosnien och Hercegovina, i den centrala delen av landet, 60 km väster om huvudstaden Sarajevo. Gornji Vakuf ligger 671 meter över havet och antalet invånare är 7 014.
Terrängen runt Gornji Vakuf är kuperad norrut, men söderut är den bergig. Gornji Vakuf ligger nere i en dal.Närmaste större samhälle är Bugojno, 17,2 km nordväst om Gornji Vakuf.
Omgivningarna runt Gornji Vakuf är en mosaik av jordbruksmark och naturlig växtlighet. Runt Gornji Vakuf är det ganska tätbefolkat, med 93 invånare per kvadratkilometer.